# Kožlí u Čížové (tvrz)
Tvrz Kožlí u Čížové se nachází ve vsi Kožlí u Čížové v okrese Písek, v prostorách bývalého panského dvora. Jedná se o bývalý renesanční zámek Kalenických z Kalenic, slohově prostý objekt, který stojí v severní části hospodářského dvora a vyniká jen barokními žulovými ostěními s polokruhovitými okny schodiště.

## Historie

### 1396–1629

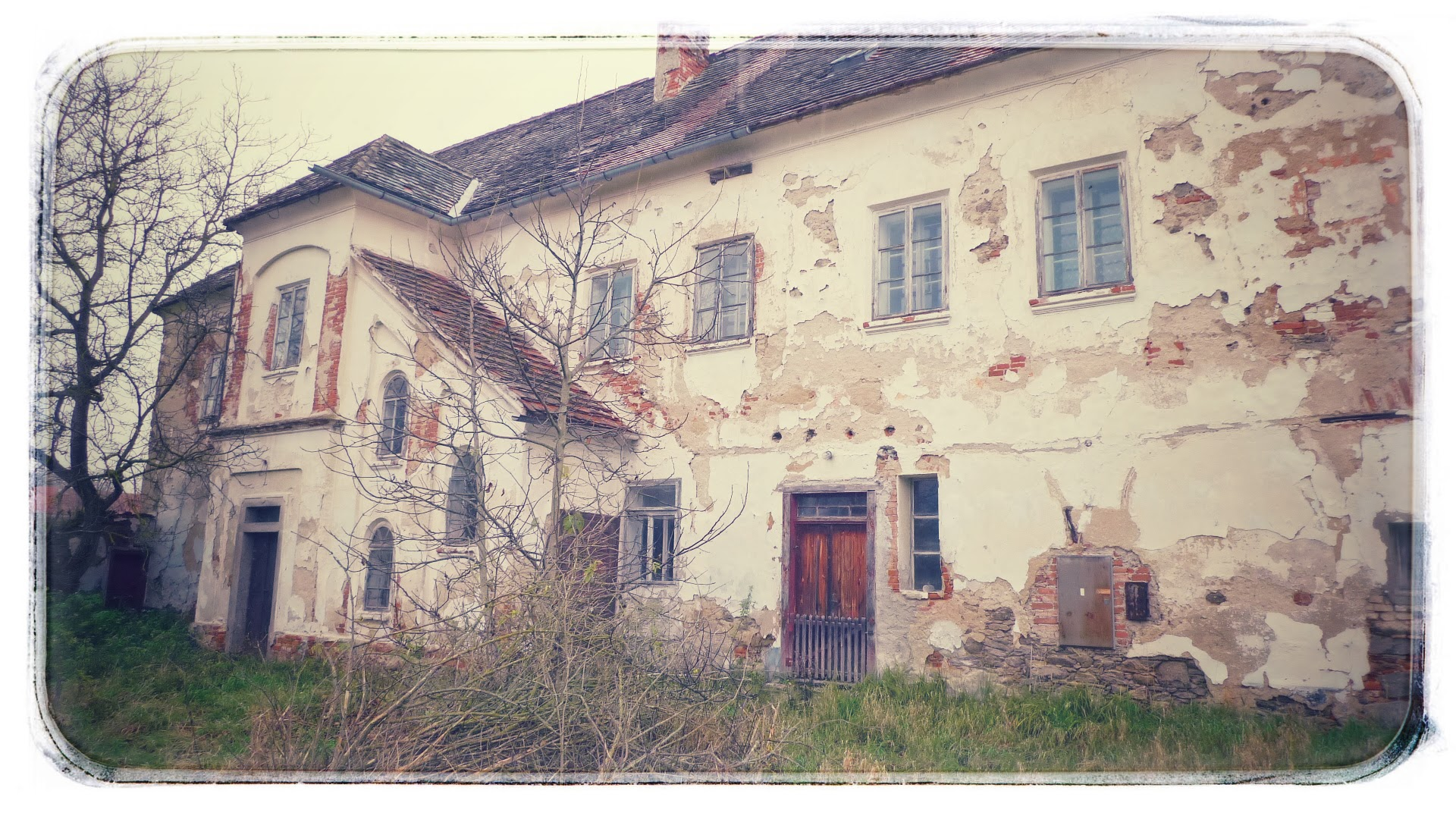
Tvrz Kožlí u Čížové s barokním zakrytým schodištěm

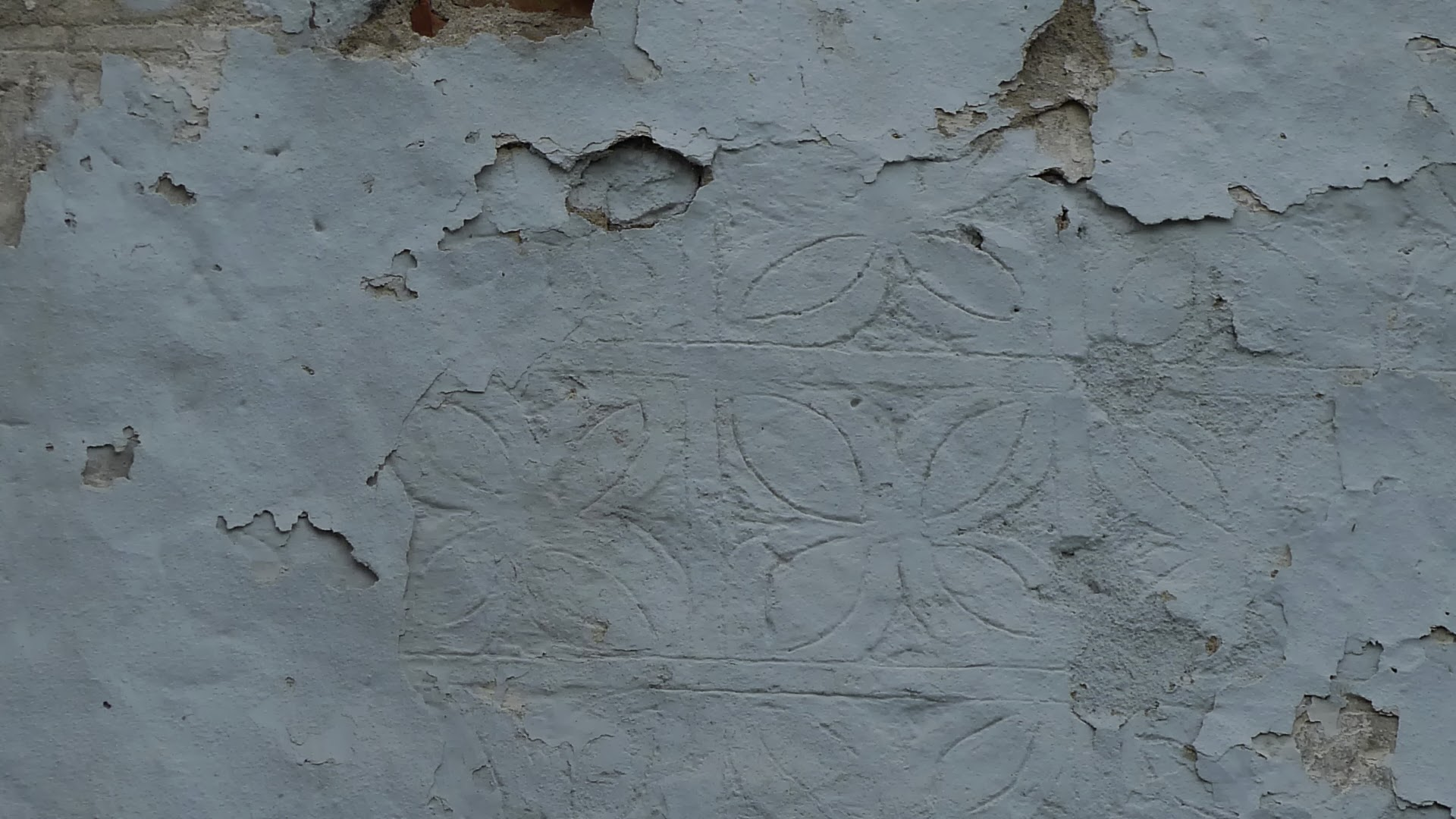
Zbytky sgrafit

Neví se, kde a zda vůbec stála tvrz původních majitelů, kterými byli vladykové z Kožlí. Roku 1396 je uváděn Pavel z Kožlí a roku 1444 jeho syn Jan. Později až do roku 1547 je deskový statek majetkem královského města Písek. Ve stejném roce došlo ke konfiskaci za účast města v odboji proti králi Ferdinandovi I. Podle některých údajů byl v roce 1549 prodán českou komorou Adamu Řepickému ze Sudoměře. Neví se, zda byl schopen za sídlo zaplatit kupní cenu, ale roku 1553 bylo Kožlí králem Ferdinandem I. připojeno k Sedlici. Renesanční zámeček byl postaven až ve druhé polovině 16. či na počátku 17. století za rytířů Kalenických z Kalenic. V erbu měli stříbrné bůvolí rohy na červeném poli.

### 1629–1666
Nejstarší Jan Kalenský z Kalenic zemřel roku 1629 a odkázal zámeček se vsí Kožlí a dalšími třemi vesnicemi v okolí své dceři Johance. Ta jej přinesla věnem do rytířské rodiny Běšinů z Běšín, když se provdala za Jana Václava Běšina z Běšín. Statek jim patřil do roku 1666, kdy jejich syn Jan Ladislav prodal tvrz, dvůr, pivovar a ves Kožlí Petru Maxmiliánu Rozhovskému z Krucemburka a jeho choti Alžbětě z Běšiín.

### 1666–1715
Rozhovští jsou méně známou rytířskou rodinou s erbem se stříbrnou kosou skříženou stříbrným mečem v červeném poli. Alžběta Rozhovská s pěti syny roku 1704 zámeček prodala Janu Petrovi Deymovi ze Stříteže, který Kožlí připojil k Čížové.

### 1715–1753
Roku 1715 Petr Deym Kožlí prodal k Drhovli, která od roku 1712 patřila hraběnce Marii Josefě Černínové z Chudenic, rozené hraběnce z Kuenburgu, majitelce Mělníka a řady dalších panství. Kožlí bylo součástí černínského majetku až do období první republiky. V 18. století bylo centrem rozsáhlého panství. Syn Marie Josefy hrabě František Antonín Černín z Chuděnic postavil spolu s chotí Marií Isabelou na severním okraji Kožlí barokní kapli, která má na hlavním oltáři erb obou hraběcích manželů. Tato větev Černínů měla od roku 1623 právo na polepšený erb, zde však užila svůj původní – polotrojřičí – vpravo (heraldicky) červený, vlevo modrý se třemi stříbrnými pruhy). Antonín s Marií Isabelou pravděpodobně iniciovali vestavbu barokních prvků do renesančního zámečku. Svědčí o tom žulová barokní kamenná ostění a schodiště.

### 1753–2014
Dcera Františka Antonína Černína, Marie Lidmila (1738–1790), se provdala za knížete Augusta Antonína Lobkovice a díky značnému majetku, který přinesla věnem (panství Mělník, Byšice, Šopka, Čečelice, Skuhrov, Kožlí, Drhovle, Čížová s Vráží, Sedlice, Brloh aj.), byla založena lobkovická sekundogenitura. Lobkovicové na Kožlí nebydleli, a tak byli v přízemí zřízeny deputátnické byty, obchod, sklepy, lednice k pivovaru, v patře pak byt správce.
Po smrti Jiřího Kristiána 22. května 1932 na závodní dráze Avus v Berlíně byly statky rozprodány. Vznikl zbytkový statek Brloh se 44 ha (v majetku Kostomlatských) a v Kožlí bylo založeno zemědělské družstvo, které záhy ukončilo činnost. Zámeček s nepatrným množstvím půdy a příslušenstvím poté vlastnila rodina Vrbových, jimž je následně zkonfiskována jeho polovina komunisty.
V roce 1988 nemovitost koupil Jaromír Stach-Černín, dějepisec umění a historik, po matce, rozené Černínové z Chudenic, příbuzný někdejších majitelů objektu. Po jeho smrti má tato historická budova od roku 2014 nové majitele.

## Stavební podoba
V přízemí, vedle lednice, sklepů, skladových prostor se dochovaly renesanční klenby ať hřebínkové, či s kápěmi. V renesančním sále na druhé straně objektu blíž k rybníčku se dochoval středověký pilíř. Celé první patro je plochostropé s prkennou podlahou. Na obou stranách fasády jsou zcela sporadicky zachovány zbytky renesanční sgrafit. U objektů se vedle hospodářského dvora, chlívků aj. zachovaly staré ohradní zdi, jedna je dokonce gotickou hradbou, oddělující zahrádku od návsi a vycházející ze zdiva zámečku až do rybníčku pod zámkem.